# NGC 7534
NGC 7534 é uma galáxia irregular (IBm) localizada na direcção da constelação de Pisces. Possui uma declinação de -02° 41' 58" e uma ascensão recta de 23 horas, 14 minutos e 26,5 segundos.
A galáxia NGC 7534 foi descoberta em 1 de Outubro de 1864 por Albert Marth.